# 沙贊！ (電影)
是一部於2019年上映的美國超級英雄電影，改編自DC漫畫旗下的同名角色沙贊，同時亦是DC擴展宇宙的第七部電影作品。由大衛·F·桑德柏格執導，亨利·蓋登撰寫劇本並與戴倫·連克共同創作故事，柴克·萊威、艾許·安傑、馬克·史壯、傑克·狄倫·葛雷瑟和吉蒙·韓蘇主演。本片是繼1941年的一部連續影片後首部以沙贊為主角的電影，同時也是該角色的首部改編長片。故事敘述15歲的寄養家庭少年比利·貝特森發現自己受到了巫師沙贊所賦予的力量後，以此開始對抗危害城市的各種邪惡勢力。持有「沙贊」力量的他，變身後成為了擁有著成年姿態的超級英雄。比利必須與他新寄養家庭的兄弟兼好友佛萊迪·費曼共同一起找出有效發揮「沙贊」力量的方法，同時也得阻止盯上自己力量的邪惡學者塞迪斯·希瓦納博士。
沙贊的真人版電影早於2000年代初就開始由新線影業計劃，但被延遲了許多年。導演彼得·西格爾和編劇約翰·安格斯於2008年被選來創作該片，而巨石強森則有望飾演反派黑亞當，但該項目後來宣告落空。在多名編劇帶著各自的劇本加入後，該片於2014年正式宣布製作，巨石強森將在沙贊及黑亞當兩角中擇一。2017年1月，確認飾演黑亞當的巨石強森將主演另外推出的獨立電影《黑亞當》。桑德柏格於2017年2月簽約擔任《沙贊！》的導演。主要攝影於2018年1月29日起在加拿大多倫多的松林多倫多製片廠拍攝。
《沙贊！》由華納兄弟排定2019年4月5日在美國上映（含2D、3D和IMAX 3D版本）。電影獲得正面為主的評價，媒體與影評界對柴克·萊威的演出表現和幽默輕鬆的風格青睞有加。

## 劇情
1974年的美國紐約上州，一名小男孩塞迪斯·希瓦納跟著父親和哥哥前往祖父家度過聖誕節，希瓦納在車上玩魔力8球時突然被傳送到永恆之石；一座在另一個次元的魔法之殿。希瓦納在那裡遇見巫師議會僅存的巫師沙贊，其花費數個世紀尋找能夠勝任他的職責的「繼承者」，保護世界免受邪惡勢力傷害。基於上一位繼承者曾經受仇恨驅使而釋放過，沙贊考驗希瓦納的心靈是否“足夠純潔”。但從小不受父親和哥哥重視的希瓦納經不起誘惑，試圖觸碰能喚醒七宗罪的「魔眼」（Eye of Sin），因此被沙贊判定沒有資格成為繼承者並被逐回現實，不甘心的希瓦納在車上大鬧，引發車禍使父親雙腿殘疾。
在現今的費城，寄養家庭兒童比利·貝特森過著四處奔波的日子，屢次用違法的方式試圖找出他四歲時在遊樂場失散的生母。他很快地被送回社工機構，這次被維多和蘿莎·瓦茲奎茲夫婦收養，與他們另外收養的五位兒童佛萊迪、瑪莉、尤金、佩卓和妲拉一同居住。比利和佛萊迪同住一個房間，發現他身為殘疾人士和超級英雄愛好者，於是不情願地當他的朋友。與此同時，長大成人的希瓦納成為一名物理學家，心懷怨恨的他經過多年的研究成功找到返回永恆之石的方法，不顧警告奪取魔眼並釋出七宗罪擊敗巫師沙贊，身體亦成為牠們逃至現實的容器。
在學校，比利從兩名惡霸的手中救出被欺負的佛萊迪，後來卻被惡霸追著跑而逃入地鐵。由於為他人挺身而出，他受召喚被傳送到永恆之石作為沙贊的繼承者，比利即使半信半疑但還是靠空手握著巫師權杖呼喊「沙贊！」的名號而繼承其魔法力量，變成一位成年人姿態的超級英雄，比利隨即目睹巫師沙贊化為塵土。從地鐵醒來後回到學校找唯一懂超級英雄的佛萊迪來教導自己當一名英雄，隨後發現自己每當喊出沙贊的名號則會變回小孩，再喊一次則會變回英雄。佛萊迪靠做實驗發現比利擁有飛行、放電控制、超人的力氣和速度、高智商以及金剛不壞之身，佛萊迪將比利施展神力拍成影片上傳到網路上瘋傳。
逐漸持才而傲的比利後來跟佛萊迪對如何當英雄發生爭吵，隔天則無視他與佛萊迪的約定：「以沙贊的形象到學校稱自己“認識”佛萊迪來炫耀一番」，比利爽約後變成沙贊翹課跑到城市向市民施展神力來賺小費，不僅使學校裡的佛萊迪因他失約而受盡其他學生羞辱，而且還不慎讓閃電擊中一輛公車從高架橋上掉下來。雖然沙贊成功救下所有乘客，但生氣的佛萊迪仍當面斥責他。希瓦納憑藉獲得的力量到家族企業殺死自己的父親和哥哥以及眾董事會成員來宣洩長久以來的怨恨，並得知巫師已經選出新任繼承者。他靠公車事件的新聞直播注意到沙贊，來到現場以壓倒性的實力向他挑戰。鬥不過希瓦納的沙贊恢復成比利混入人群逃離現場，但希瓦納剛好抓到正在尋找比利的佛萊迪。在家裡，比利的其他兄弟姐妹都發現他就是沙贊，瑪莉幫助比利找出他的生母，她改名換姓並剛好住在附近。
比利迫不及待地奔去住址找到失散的生母瑪麗蓮，但發現她如今已另結新歡，瑪麗蓮坦白她數年前丈夫坐牢後無力獨自撫養比利，因此有意將他託付給當年在遊樂場照顧他的警察。對多年盼望的結果失望的比利卻也如釋重負，將他四歲時得到的獎品羅盤還給母親後立即回去自己真正的“家人”身邊。希瓦納劫持比利的兄弟姐妹做人質，迫使比利到永恆之石將沙贊的力量轉交給他以換取家人的性命。但他的兄弟姐妹全都跟過來拯救他，佛萊迪用收藏的蝙蝠鏢弄傷希瓦納，讓沙贊發現七宗罪一旦離開希瓦納的身體時，希瓦納就會恢復成普通人類。
希瓦納追趕沙贊一行人至一座遊樂場，釋放七宗罪將他們包圍，再度抓獲比利的兄弟姐妹要脅比利。比利想起巫師說過的話，趁機用手杖來將魔法力量分配給他的兄弟姐妹，使他們也變身成為成年姿態的超級英雄。正當兄弟姐妹們分別對抗七宗罪時，沙贊設法擊敗希瓦納，再用計將唯一留在希瓦納體內的「嫉妒」引出來，趁希瓦納恢復成普通人類時取出魔眼，再次將七宗罪回收並重新封印在永恆之石。比利等人被市民譽為英雄，隱瞞身份並恢復成小孩的形態後回到學校。比利再次化身沙贊在全體學生面前相挺佛萊迪，同時邀請超人到場現身。
希瓦納被逮捕後關入監獄，在牢房墻上寫滿跟召喚魔法有關的記號卻一無所獲，直到同樣逃出永恆之石的冥思蟎找上他提出合作，準備聯手一舉奪下七大王國。

## 演員
| 演員                               | 角色                                                        | 備註 |
| 艾許·安傑 Asher Angel              | 「沙贊」威廉·「比利」·貝特森 Shazam／William “Billy” Batson | 普通的15歲寄養家庭少年，在受到巫師沙贊所賦予的力量後得以變身成有著成年姿態的超級英雄「沙贊」，同時也擁有著各種強大的魔法力量；包括所羅門的智慧、海克力士的力氣、阿特拉斯的耐力、宙斯的力量、阿基里斯的勇氣和墨丘利的速度。 |
| 柴克·萊威 Zachary Levi             | 「沙贊」威廉·「比利」·貝特森 Shazam／William “Billy” Batson | 普通的15歲寄養家庭少年，在受到巫師沙贊所賦予的力量後得以變身成有著成年姿態的超級英雄「沙贊」，同時也擁有著各種強大的魔法力量；包括所羅門的智慧、海克力士的力氣、阿特拉斯的耐力、宙斯的力量、阿基里斯的勇氣和墨丘利的速度。 |
| 大衛·科爾密斯 David Kohlsmith      | 「沙贊」威廉·「比利」·貝特森 Shazam／William “Billy” Batson | 4歲的比利。 |
| 馬克·史壯 Mark Strong              | 塞迪斯·希瓦納博士 Dr. Thaddeus Sivana                       | 生長在富裕家庭的物理學家，但從小不太被家人重視。小時候曾受到巫師沙贊的召喚，但因邪念而並未被選上，導致他耗費一生都在試圖探究魔法的秘密。                                                                                   |
| 伊森·普焦托 Ethan Pugiotto         | 塞迪斯·希瓦納博士 Dr. Thaddeus Sivana                       | 年幼的希瓦納。 |
| 傑克·狄倫·葛雷瑟 Jack Dylan Grazer | 佛雷德里克·「佛萊迪」·費曼 Frederick "Freddy" Freeman       | 比利在他的寄養家庭的兄弟兼最好的朋友，殘疾人士和超級英雄愛好者，首位知道他「沙贊」身份的人。 |
| 亞當·布羅迪 Adam Brody             | 佛雷德里克·「佛萊迪」·費曼 Frederick "Freddy" Freeman       | 比利在他的寄養家庭的兄弟兼最好的朋友，殘疾人士和超級英雄愛好者，首位知道他「沙贊」身份的人。 |
| 吉蒙·韓蘇 Djimon Hounsou           | 巫師沙贊 The Wizard Shazam                                  | 法力強大的古老巫師，巫師議會僅存的成員，誓言要保護王國遠離七宗罪，但因力量逐漸衰弱，恐怕不足以封印七宗罪而耗費數個世紀尋找自己的繼承者，賦予比利神奇的變身力量。                                                                       |
| 葛莉絲·福爾頓 Grace Fulton         | 瑪莉·布隆菲爾德 Mary Bromfield                              | 比利在他寄養家庭的姊姊，會幫忙照顧其他兄弟姊妹。 |
| 蜜雪兒·波茲 Michelle Borth         | 瑪莉·布隆菲爾德 Mary Bromfield                              | 比利在他寄養家庭的姊姊，會幫忙照顧其他兄弟姊妹。 |
| 陳琦燁 Ian Chen                    | 尤金·崔 Eugene Choi                                         | 比利在他寄養家庭的兄弟，迷戀電子遊戲和網路的宅男。 |
| 羅斯·巴特勒 Ross Butler            | 尤金·崔 Eugene Choi                                         | 比利在他寄養家庭的兄弟，迷戀電子遊戲和網路的宅男。 |
| 喬溫·阿曼德 Jovan Armand           | 佩卓·潘納 Pedro Peña                                        | 比利在他寄養家庭的兄弟，內向、害羞且敏感的男孩。 |
| D·J·科特羅納 D. J. Cotrona         | 佩卓·潘納 Pedro Peña                                        | 比利在他寄養家庭的兄弟，內向、害羞且敏感的男孩。 |
| 費絲·赫曼 Faithe Herman            | 妲拉·達德利 Darla Dudley                                    | 比利在他寄養家庭的妹妹，年紀最小，但個性最為活潑。 |
| 梅根·古德 Meagan Good              | 妲拉·達德利 Darla Dudley                                    | 比利在他寄養家庭的妹妹，年紀最小，但個性最為活潑。 |
| 庫柏·安德魯斯 Cooper Andrews       | 維多·瓦茲奎茲 Victor Vazquez                                | 比利一行兄弟姐妹的養父。 |
| 瑪塔·米蘭斯 Marta Milans           | 蘿莎·瓦茲奎茲 Rosa Vazquez                                  | 比利一行兄弟姐妹的養母。 |

安迪·奧修客串飾演社工艾瑪·葛洛佛，而約翰·葛洛佛則飾演希瓦納的疏遠父親；韋恩·沃德（Wayne Ward）飾演希瓦納的哥哥席德（Sid），並由藍頓·道克（Landon Doak）飾演青少年時期的席德。希瓦納的母親則由娜塔莉亞·沙佛朗（Natalia Safran）飾演。導演大衛·F·桑德柏格在片中客串演出三名鱷魚裝人之一，以及為冥思蟎配音，蘿塔·洛斯滕則飾演希瓦納博士的合作者琳恩·克羅斯比（Dr. Lynn Crosby）。卡洛琳·帕默（Caroline Palmer）飾演比利的生母瑪麗蓮（Marilyn），於很早以前就跟比利失散，基於當時的她無力獨自撫養孩子，因此有意將他託付給社工機構。

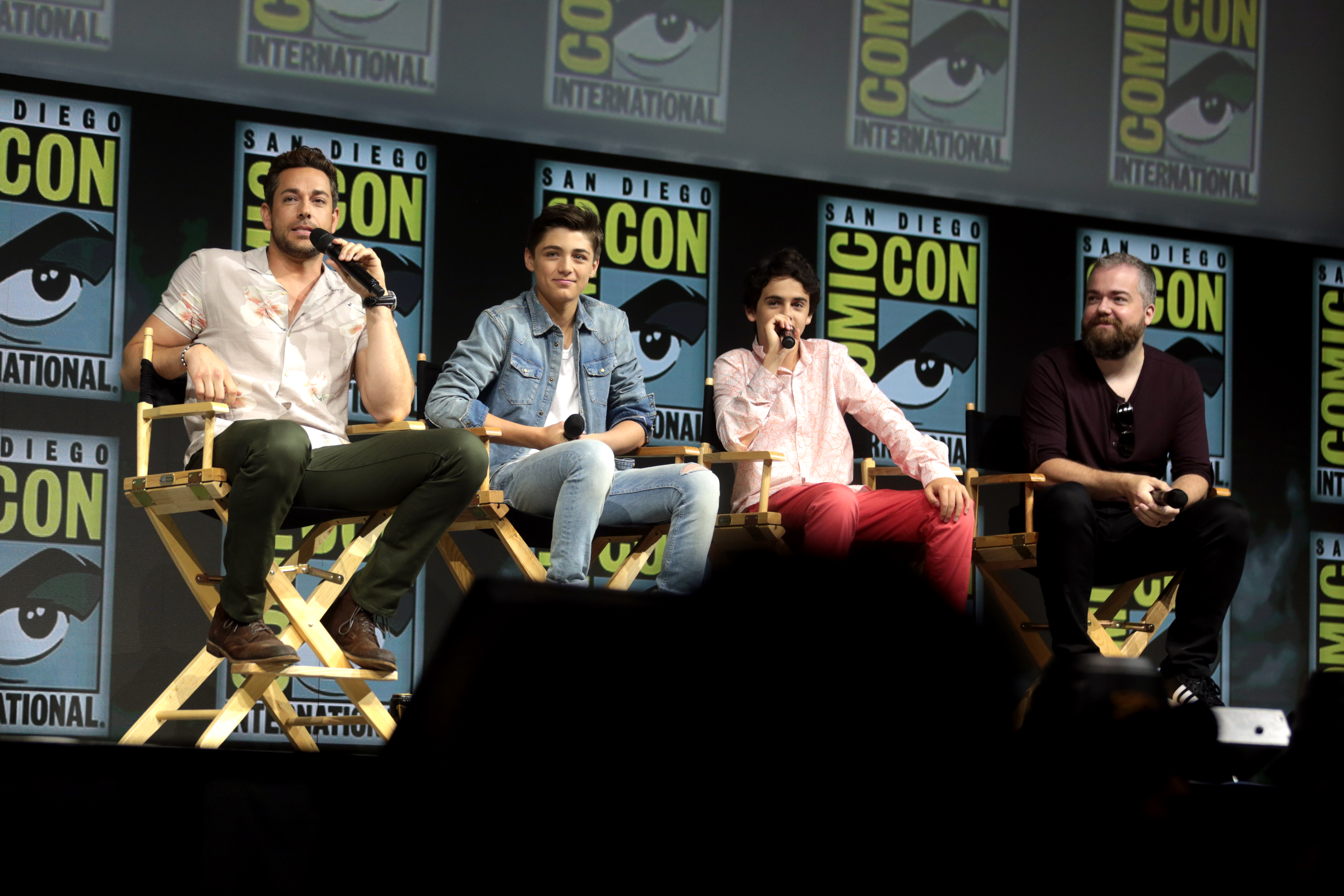
演員們和導演在2018年聖地牙哥國際動漫展上宣傳電影。從左至右分別為柴克·萊威、艾許·安傑、傑克·狄倫·葛雷瑟與大衛·F·桑德柏格

由於飾演超人的亨利·卡維爾因為工作關係而無法參與演出，因此超人一角僅以身體和沒有台詞的方式現身，由萊恩·漢德利飾演。而電影出現的敵人：傲慢（Pride）、貪婪（Greed）、色慾（Lust）、嫉妒（Envy）、暴食（Gluttony）、憤怒（Wrath）和怠惰（Sloth）在片中是以CGI角色的方式呈現，並在拍攝期間由特技演員以動作捕捉的方式詮釋。其配音由史蒂夫·布魯姆、達林·德·保羅與佛瑞德·塔塔薛瑞負責。

## 製作

### 發展
新線影業於2000年代初開始發展《沙贊！》的真人電影，威廉·戈德曼、亞歷克·索科洛夫與約翰·柯恩、布萊恩·格魯夫與約翰·安格斯都各自為電影撰寫了劇本。彼得·西格爾被聘來擔任導演，而前摔角手巨石強森有望飾演黑亞當。在前製過程中，新線影業被華納兄弟納為旗下的公司之一。在華納經歷黑色電影風格的《黑暗騎士》於2008年夏季獲得成功，以及輕鬆的家庭風電影《駭速快手》的失敗後，迫使電影劇本改以更符合《黑暗騎士》的調性來出發。2009年夏季宣布，比爾·比奇與《JSA/52》的合著者傑夫·強斯將為電影編劇，而西格爾仍擔任著導演。2010年8月，《洛杉磯時報》的專欄作家傑夫·布雪報導，《沙贊！》的電影可能已被取消，改作成一部黃金時段的電視劇；截至2013年12月，西格爾表示，電影仍未開始製作。但於2014年4月28日，《華爾街日報》報導，一部改編自DC漫畫的華納兄弟電影即將推出，這使得外界猜測《沙贊！》有望於2016年上映。
巨石強森於2014年8月20日確認將參與該片的演出，並於2014年9月3日正式宣布，他將飾演黑亞當一角。《沙贊！》仍是華納兄弟交由新線製作的項目，並由陶比·艾默瑞奇擔任監製，而《傑克：巨人戰紀》（2013年）和《渦輪方程式》（2013年）的編劇戴倫·連克被聘來為電影撰寫劇本。艾默瑞奇在接受《娛樂周刊》的採訪時透露，這部電影本身會與《蝙蝠俠對超人：正義曙光》獨立；並具有歡樂和幽默感，但具有與身為反英雄的黑亞當間存有的利害關係。2014年10月15日，華納兄弟公司宣布《沙贊！》將於2019年上映，以作為第九部DC擴展宇宙電影。演員德瑞克·瑟勒和艾倫·里奇森都表示對沙贊一角感興趣。《地球迴聲》的編劇亨利·蓋登宣布自己正為該片撰寫劇本。2017年1月，DC和新線宣布，該片將會發展成兩部電影，其中一部為黑亞當的獨立電影，而巨石強森也將擔任主演。後來，強森飾演的黑亞當被證實將不會出現在第一部《沙贊！》中。
2017年7月，曾執導過《鬼關燈》（2016年）和《安娜貝爾：造孽》（2017年）的大衛·F·桑德柏格被證實為該片的導演，其製作預定於2018年初開始進行。2017年8月，該片的前期製作已開始，其中包括了比利·貝特森的選角。9月14日，宣布該片的工作標題為「富蘭克林（Franklin）」，該名取自班傑明·富蘭克林。該片的故事取自2012年至2013年間的漫畫《沙贊！》，主要講述沙贊起源的新52版本。

### 選角

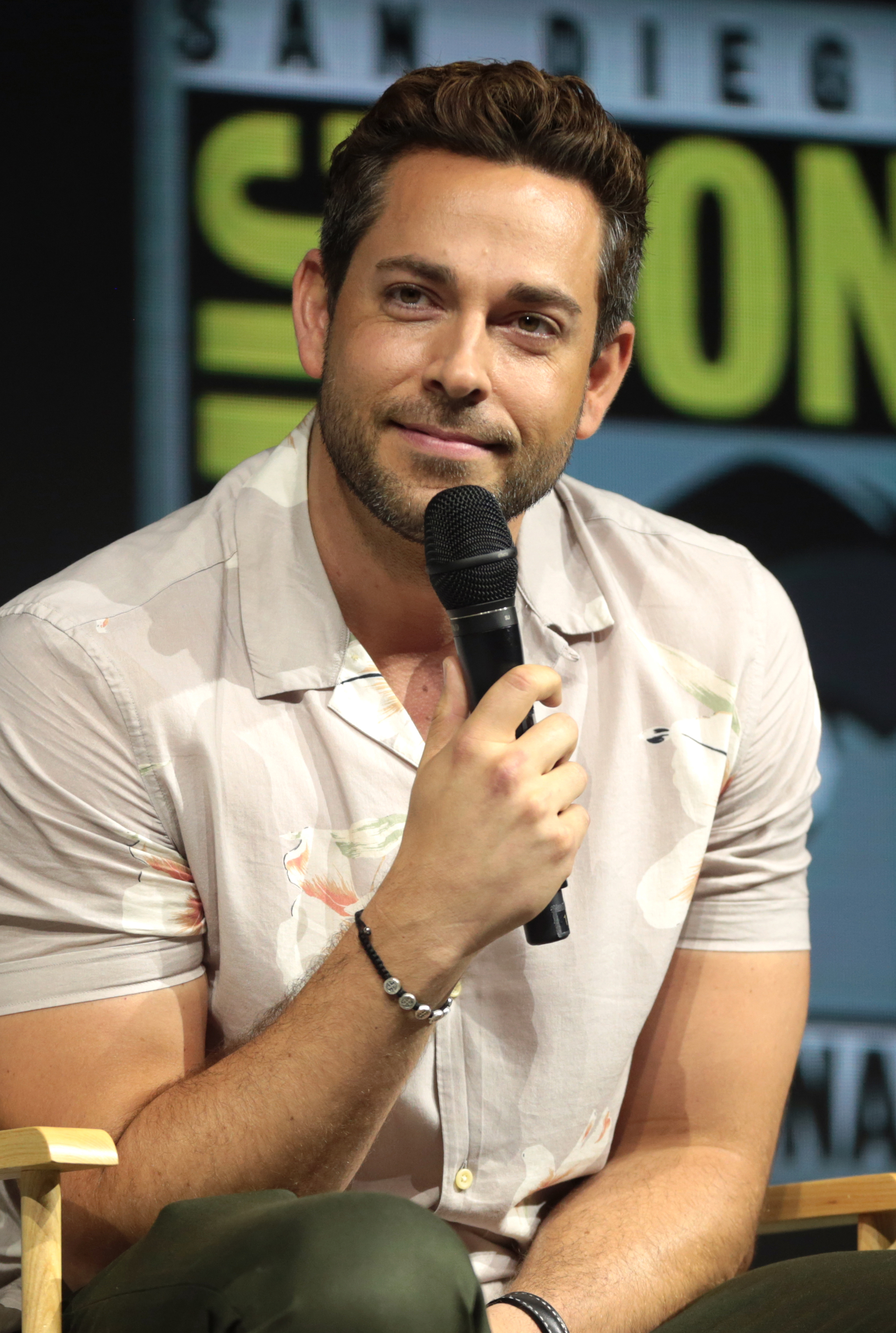
柴克·萊威於2017年10月被選為沙贊的演員

2017年8月，導演桑德柏格受訪時透露，主角將由兩名演員來飾演，分別為一名少年和成人。9月，據傳聞，摔角手約翰·希南與演員約書亞·薩塞都是官方考慮的主角人選。不久後，劇組的選角作業已開始進行，且兒童演員傑瑞米·麥可-魯納提、伊森·蘇斯和曾於《綠箭俠》中演出的帕克·揚也參與了試鏡。2017年10月27日，宣布柴克·萊威被選為沙贊（成年）的演員。2017年11月2日，據報導，馬克·史壯正在會談出演反派希瓦納博士；此前，史壯曾於2011年電影《綠光戰警》中飾演過反派聖納托。同於11月2日，曾在《安娜貝爾：造孽》中和桑德柏格合作的女演員葛莉絲·福爾頓已確認將參演該片。11月6日，曾在迪士尼電視劇《安迪麥克》演出的艾許·安傑被選為比利·貝特森的演員。2017年12月，傑克·狄倫·葛雷瑟加入飾演佛萊迪·費曼一角；而陳琦燁和喬溫·阿曼德則分別會在片中飾演尤金與佩卓。12月20日，據報導，庫柏·安德魯斯已加入演員陣容。12月21日，宣布曾於《這就是我們》中演出的費絲·赫曼將會參演該片。直到2018年1月14日，才確認史壯將在片中飾演反派希瓦納博士。2018年1月18日，據報導，羅恩·西法斯·瓊斯正在會談飾演巫師沙贊一角。同月，西班牙女演員瑪塔·米蘭斯也將和片中飾演比利的一名養母。2018年1月底，桑德柏格的妻子蘿塔·洛斯滕確認參演。2018年7月，瓊斯因檔期緣故而退出，使巫師沙贊一角改由吉蒙·韓蘇飾演。2018年4月23日，羅斯·巴特勒加入了該片的演出。此外，亨利·卡維爾曾有望在片中客串出演他於DCEU中的超人一角，但因日程安排衝突而作罷。

### 拍攝
2017年9月，據報導，《沙贊！》將於2018年2月至5月間在加拿大安大略開拍。《安娜貝爾：造孽》（2017年）的攝影師麥辛·亞歷山大與美術指導珍妮佛·史彭斯將再次回歸和桑德柏格在本片合作。2018年1月29日，主要攝影於多倫多開拍，其工作標題為「富蘭克林（Franklin）」。該片大多在松林多倫多製片廠拍攝。拍攝作業於2018年5月11日結束。該片於2018年11月初至12月在多倫多進行額外的補拍。《沙贊！》的拍攝預算約為9000萬至1億美元（後期製作完成後約為1.02億美元），成為DCEU中預算最低的電影。2018年12月，劇組在費城拍攝了全景及空拍鏡頭，並在其他地點拍攝了一些鏡頭。

### 後期製作
曾和導演桑德柏格合作兩次的蜜雪兒·阿勒為《沙贊！》的電影剪輯師。邁克·瓦塞爾（代表作如2008年的《地獄怪客2：金甲軍團》與《玩命關頭系列》系列電影）和凱文·麥基爾韋恩（代表作如2018年的《水行俠》）為該片整體的視覺效果總監。Technicolor的特效工作室Mr. X和Moving Picture Company（MPC）都為《沙贊！》提供視覺效果處理。該片的其他特效公司如Rodeo FX、數字王國與Rise FX。

## 音樂
2018年7月21日，片方宣布班傑明·沃爾施將負責創作該片的配樂；在此前，他曾和導演桑德柏格在《鬼關燈》和《安娜貝爾：造孽》中合作。沃爾施也曾在《蝙蝠俠對超人：正義曙光》（2016年）中提供了額外的音樂。

## 發行
《沙贊！》由華納兄弟定於2019年4月5日在美國上映（含2D、3D和IMAX 3D版本）。首支預告片於2018年7月21日在聖地牙哥國際動漫展上釋出，隨後公開到網路上。華納兄弟也與Fandango合作於3月23日進行獨家放映會。

### 評價
《沙贊！》在影評界及觀眾間普遍獲得正面好評。爛番茄根據422條評論，持有90%的新鮮度，平均得分7.3／10；該網站共識：「幽默和真性情輕鬆有趣的融合，《沙贊！》是超級英雄電影永遠不會忘記該類型的扎實力量：歡樂願望的滿足。」。在Metacritic上，電影獲得了71分。據CinemaScore調查，觀眾的反響在A+至F間落於「A」，而在PostTrak上則取得83%的正面評價，當中59%受訪觀眾表明肯定推薦該片。IMDB公众评级平均为7.1。

### 票房
在美國和加拿大，《沙贊！》與《禁入墳場》、《最佳敵人》同天上映並競爭，外界預估《沙贊！》能在首映週末取得4000萬至6000萬美元的票房。在發行的前兩週，該片在Fandango的先行放映場中取得了330萬美元，超越去年12月的《水行俠》。該片在週四晚間的先行放映場中獲得590萬美元，試映總額為920萬美元。而在首日票房收入則達2050萬美元（包含週四晚間的收入）。《沙贊！》在美國首週獲得5350萬美元的票房，位居當週票房冠軍。
在國際市場上，《沙贊！》於週三及週四在五十三個國家搶先上映，預估首週能取得1億至1.2億美元的票房，全球累計1.45億至1.7億美元。在國際發行的頭兩天，該片獲得了1570萬美元，並在四十八個國家中取得票房冠軍。隨後在包括中國在內的另外二十六個國家上映首日賺進了1640萬美元。國際上映首週票房為1.02億美元，全球票房達1.586億美元。《沙贊！》在其七十九個市場中的六十個市場贏得票房冠軍，其中最高的是中國（3090萬美元）、墨西哥（620萬美元）、英國（530萬美元）、俄羅斯（520萬美元）與巴西（510萬美元）。中国大陆累积2.95亿人民币。
台灣方面，口碑場三天票房為新台幣1184萬元；正式上映後，首週五天票房為新台幣7426萬元；首週票房累計至新台幣8610萬元；4月12日，上映第十天全台票房破億；次週票房累計至新台幣1.13億元；第三週票房累計至新台幣1.26億元；第四週票房累計至新台幣1.29億元；最終全台票房為新台幣1.3億元。
| 上一届： 《小飛象》 | 2019年美國週末票房冠軍 第14-15週 | 下一届： 《哭泣的女人》 |
| 上一届： 《小飛象》 | 2019年台北週末票房冠軍 第14-15週 | 下一届： 《哭泣的女人》 |
| 上一届： 《小飛象》 | 2019年香港週末票房冠軍 第14週    | 下一届： 《P風暴》      |

## 榮譽
| 獎項         | 舉行日期      | 類別                   | 提名人                                            | 結果 | 參考          |
| ------------ | ------------- | ---------------------- | ------------------------------------------------- | ---- | ------------- |
| 金預告獎     | 2019年5月29日 | 最佳動作               | 《沙贊！》「My Name」，華納兄弟，Buddha Jones     | 提名 | [ 94 ] [ 95 ] |
| 金預告獎     | 2019年5月29日 | 最佳動作電視廣告       | 《沙贊！》「Serious :60」，華納兄弟，Buddha Jones | 提名 | [ 94 ] [ 95 ] |
| MTV影視大獎  | 2019年6月17日 | 最佳喜劇演出           | 柴克·萊威                                         | 提名 | [ 96 ]        |
| MTV影視大獎  | 2019年6月17日 | 最佳英雄               | 柴克·萊威                                         | 提名 | [ 96 ]        |
| 青少年票選獎 | 2019年8月11日 | 最佳科幻或奇幻片       | 《沙贊！》                                        | 提名 | [ 97 ]        |
| 青少年票選獎 | 2019年8月11日 | 最佳科幻或奇幻片男主角 | 柴克·萊威                                         | 提名 | [ 97 ]        |
| 青少年票選獎 | 2019年8月11日 | 最佳電影反派           | 馬克·史壯                                         | 提名 | [ 97 ]        |
| 土星獎       | 2019年9月13日 | 最佳漫改電影           | 《沙贊！》                                        | 提名 | [ 98 ]        |
| 土星獎       | 2019年9月13日 | 最佳年輕演員           | 艾許·安傑                                         | 提名 | [ 98 ]        |
| 土星獎       | 2019年9月13日 | 最佳年輕演員           | 傑克·狄倫·葛雷瑟                                  | 提名 | [ 98 ]        |
| 土星獎       | 2019年9月13日 | 最佳服裝設計           | 莉亞·巴特勒                                       | 提名 | [ 98 ]        |

## 續集
2019年4月，據TheWrap網站報導，華納兄弟正在發展一部續集，編劇亨利·蓋登、導演大衛·F·桑德柏格和製片人彼得·沙佛朗都有望再度參與。演員馬克·史壯將回歸演出希瓦納博士一角。

## 外部連結
- 互联网电影数据库（IMDb）上《沙贊！》的资料（英文）
- Box Office Mojo上《沙贊！》的資料（英文）
- 爛番茄上《沙贊！》的資料（英文）
- Metacritic上《沙贊！》的資料（英文）
- AllMovie上《沙贊！》的资料（英文）
- 開眼電影網上《沙贊！》的資料（繁體中文）
- 时光网上《沙贊！》的資料（简体中文）
- 豆瓣电影上《沙贊！》的資料 （简体中文）